# Liga LEB Oro 2021-22
La LEB Oro 2021-22 fue la 26.ª temporada de la segunda liga española de baloncesto. Comenzó el 8 de octubre de 2021 con la primera jornada de la temporada regular y terminó el 20 de junio de 2022.
Para esta temporada, se volvió al formato habitual, con 18 equipos, un ascenso directo, un playoff de ascenso y tres descensos.

## Equipos

### Promoción y descenso (pretemporada)
Un total de 18 equipos competirán en la liga; 13 equipos de la temporada 2020-21, dos equipos descendidos de la ACB junto con los tres equipos ascendidos de la LEB Plata. El 18 de junio, y pese a haber conseguido el ascenso, el Barça B permutó su plaza con el ICG Força Lleida que había descendido la campaña anterior. El 6 de julio de 2021, y pese a haberse inscrito en la liga, el Real Murcia Baloncesto tuvo que renunciar a su plaza por falta de apoyos económicos.
Equipos descendidos de ACB
- Movistar Estudiantes
- Acunsa Gipuzkoa

Equipos ascendidos de LEB Plata
- Juaristi ISB
- CB Prat
- Barça B[1]

### Estadios y ciudades
| Equipo                             | Ciudad                | Pabellón                                 | Capacidad |
| ---------------------------------- | --------------------- | ---------------------------------------- | --------- |
| Acunsa Gipuzkoa                    | San Sebastián         | Donostia Arena                           | 11,000    |
| Bàsquet Girona                     | Gerona                | Pabellón Municipal Gerona-Fontajau       | 5,500     |
| Cáceres Patrimonio de la Humanidad | Cáceres               | Pabellón Multiusos Ciudad de Cáceres     | 6,500     |
| CB Almansa con Afanion             | Almansa               | Pabellón Polideportivo de Almansa        | 1,500     |
| CB Prat                            | Prat                  | Pavelló Joan Busquets                    | 800       |
| Covirán Granada                    | Granada               | Palacio Municipal de Deportes de Granada | 7,242     |
| HLA Alicante                       | Alicante              | Pabellón Pedro Ferrándiz                 | 5,700     |
| ICG Força Lleida                   | Lérida                | Pabellón Barris Nord                     | 6,100     |
| Juaristi ISB                       | Azpeitia              | Azpeitiako Kiroldegia                    | 1,000     |
| Juaristi ISB                       | Azcoitia              | Azkoitiako Kiroldegia                    | 500       |
| Levitec Huesca La Magia            | Huesca                | Palacio Municipal de Deportes de Huesca  | 4,900     |
| Leyma Coruña                       | La Coruña             | Palacio de los Deportes de Riazor        | 5,000     |
| Melilla Sport Capital              | Melilla               | Pabellón Javier Imbroda Ortiz            | 3,800     |
| Melilla Sport Capital              | Melilla               | Pabellón Guillermo García Pezzi          | 1,000     |
| Movistar Estudiantes               | Madrid                | Wizink Center                            | 15,000    |
| Movistar Estudiantes               | Madrid                | Polideportivo Antonio Magariños          | 600       |
| Palmer Alma Mediterránea Palma     | Palma de Mallorca     | Palacio de Deportes Son Moix             | 3,952     |
| TAU Castelló                       | Castellón de la Plana | Pabellón Ciutat de Castelló              | 6,000     |
| UEMC Real Valladolid Baloncesto    | Valladolid            | Pabellón Polideportivo Pisuerga          | 6,800     |
| Unicaja Banco Oviedo               | Oviedo                | Polideportivo Pumarín                    | 1,138     |
| Zunder Palencia                    | Palencia              | Pabellón Municipal de Palencia           | 5,000     |

### Entrenadores y patrocinadores
| Equipo                             | Entrenador                | Fabricante | Patrocinador             |
| ---------------------------------- | ------------------------- | ---------- | ------------------------ |
| Acunsa Gipuzkoa                    | Lolo Encinas              | Hummel     | Acunsa                   |
| Bàsquet Girona                     | Jordi Sargatal            | Nike       |                          |
| Cáceres Patrimonio de la Humanidad | Roberto Blanco            | Erreà      |                          |
| CB Almansa con AFANION             | Rubén Perelló             | Joma       | AFANION                  |
| Club Bàsquet Prat                  | Josep Maria Berrocal      | Wibo       |                          |
| Covirán Granada                    | Pablo Pin                 | Vive       | Covirán                  |
| HLA Alicante                       | Gonzalo García de Vitoria | Score Tech | HLA                      |
| ICG Força Lleida                   | Gerard Encuentra          | Pentex     | ICG Software             |
| Juaristi ISB                       | Iñaki Jiménez             | Wibo       | Juaristi                 |
| Levitec Huesca La Magia            | Carlos Lanau              | Barri-Ball | Levitec                  |
| Leyma Coruña                       | Sergio García             | Macron     | Leyma Natura             |
| Melilla Sport Capital              | Rafa Monclova             | Wibo       |                          |
| Movistar Estudiantes               | Jota Cuspinera            | Puma       | Movistar                 |
| Palmer Alma Mediterránea Palma     | Pau Tomàs                 | Erreà      | Palmer Alma Mediterrànea |
| Palmer Alma Mediterránea Palma     | Álex Pérez                | Erreà      | Palmer Alma Mediterrànea |
| TAU Castelló                       | Toni Ten                  | Score Tech | TAU                      |
| UEMC Real Valladolid Baloncesto    | Paco García               | Adidas     | UEMC                     |
| Unicaja Banco Oviedo               | Natxo Lezkano             | Spalding   | Unicaja Banco            |
| Zunder Palencia                    | Pedro Rivero              | Kappa      | Zunder                   |

### Cambios de entrenadores
| Equipo                          | Entrenador saliente | Motivo de salida                   | Fecha                   | Clasificación | Entrenador entrante       | Fecha                   |
| ------------------------------- | ------------------- | ---------------------------------- | ----------------------- | ------------- | ------------------------- | ----------------------- |
| UEMC Real Valladolid Baloncesto | Hugo López          | Dimisión                           | 14 de mayo de 2021      | Pretemporada  | Roberto González          | 25 de mayo de 2021      |
| Zunder Palencia                 | Arturo Álvarez      | Dimisión                           | 17 de mayo de 2021      | Pretemporada  | Pedro Rivero              | 25 de junio de 2021     |
| Melilla Sport Capital           | Alejandro Alcoba    | Dimisión                           | 19 de mayo de 2021      | Pretemporada  | Arturo Álvarez            | 16 de junio de 2021     |
| ICG Força Lleida                | Gustavo Aranzana    | Dimisión                           | 19 de mayo de 2021      | Pretemporada  | Gerard Encuentra          | 14 de junio de 2021     |
| Acunsa Gipuzkoa                 | Marcelo Nicola      | Fin de contrato                    | 3 de junio de 2021      | Pretemporada  | Lolo Encinas              | 25 de junio de 2021     |
| HLA Alicante                    | Pedro Rivero        | Fin de contrato                    | 24 de junio de 2021     | Pretemporada  | Gonzalo García de Vitoria | 2 de julio de 2021      |
| Levitec Huesca La Magia         | Óscar Lata          | Fichado por UCAM Murcia            | 6 de julio de 2021      | Pretemporada  | Sergio Lamúa              | 16 de julio de 2021     |
| CB Prat                         | Dani Miret          | Fichado por Club Joventut Badalona | 16 de julio de 2021     | Pretemporada  | Josep Maria Berrocal      | 17 de julio de 2021     |
| Bàsquet Girona                  | Carles Marco        | Destitución                        | 15 de noviembre de 2021 | 14º (2-6)     | Jordi Sargatal            | 30 de noviembre de 2021 |
| Levitec Huesca La Magia         | Sergio Lamúa        | Destitución                        | 26 de enero de 2022     | 18º (1-14)    | Carlos Lanau              | 26 de enero de 2022     |
| UEMC Real Valladolid Baloncesto | Roberto González    | Destitución                        | 16 de marzo de 2022     | 14º (9-15)    | Paco García               | 17 de marzo de 2022     |
| Movistar Estudiantes            | Jota Cuspinera      | Destitución                        | 21 de abril de 2022     | 2º (21-7)     | Diego Epifanio            | 21 de abril de 2022     |
| Melilla Sport Capital           | Arturo Álvarez      | Dimisión                           | 26 de marzo de 2022     | 13º (11-15)   | Rafa Monclova             | 28 de marzo de 2022     |

## Liga regular

### Clasificación en la liga regular
| Pos. | Equipo                             | PJ | G  | P  | GF   | GC   | DG   | Pts | Ascenso, clasificación o descenso |
| ---- | ---------------------------------- | -- | -- | -- | ---- | ---- | ---- | --- | --------------------------------- |
| 1    | Covirán Granada                    | 34 | 26 | 8  | 2755 | 2427 | +328 | 60  | Ascenso a la Liga ACB             |
| 2    | Movistar Estudiantes               | 34 | 25 | 9  | 2691 | 2384 | +307 | 59  | Clasificado para los playoffs     |
| 3    | ICG Força Lleida                   | 34 | 22 | 12 | 2757 | 2711 | +46  | 56  | Clasificado para los playoffs     |
| 4    | Bàsquet Girona                     | 34 | 21 | 13 | 2675 | 2488 | +187 | 55  | Clasificado para los playoffs     |
| 5    | Zunder Palencia                    | 34 | 20 | 14 | 2642 | 2579 | +63  | 54  | Clasificado para los playoffs     |
| 6    | Unicaja Banco Oviedo               | 34 | 19 | 15 | 2610 | 2568 | +42  | 53  | Clasificado para los playoffs     |
| 7    | Leyma Coruña                       | 34 | 19 | 15 | 2738 | 2591 | +147 | 53  | Clasificado para los playoffs     |
| 8    | Cáceres Patrimonio de la Humanidad | 34 | 19 | 15 | 2607 | 2704 | −97  | 53  | Clasificado para los playoffs     |
| 9    | UEMC Real Valladolid Baloncesto    | 34 | 18 | 16 | 2600 | 2601 | −1   | 52  | Clasificado para los playoffs     |
| 10   | TAU Castelló                       | 34 | 17 | 17 | 2703 | 2713 | −10  | 51  |                                   |
| 11   | Acunsa Gipuzkoa                    | 34 | 17 | 17 | 2609 | 2622 | −13  | 51  |                                   |
| 12   | HLA Alicante                       | 34 | 16 | 18 | 2672 | 2632 | +40  | 50  |                                   |
| 13   | Melilla Sport Capital              | 34 | 14 | 20 | 2559 | 2668 | −109 | 48  |                                   |
| 14   | CB Almansa con AFANION             | 34 | 13 | 21 | 2704 | 2830 | −126 | 47  |                                   |
| 15   | Juaristi ISB                       | 34 | 13 | 21 | 2616 | 2721 | −105 | 47  |                                   |
| 16   | CB Prat                            | 34 | 12 | 22 | 2615 | 2680 | −65  | 46  | Descenso a la LEB Plata           |
| 17   | Palmer Alma Mediterrànea Palma     | 34 | 10 | 24 | 2669 | 2813 | −144 | 44  | Descenso a la LEB Plata           |
| 18   | Levitec Huesca La Magia            | 34 | 5  | 29 | 2382 | 2872 | −490 | 39  | Descenso a la LEB Plata           |

 Fuente: FEB

### Evolución en la clasificación
La tabla lista la clasificación después de la conclusión de cada jornada. Para preservar la evolución cronológica de cada jornada, cualquier partido aplazado no es incluido en la jornada en qué era originalmente planificado, sino que son añadidos a la jornada siguiente inmediatamente después a la que fueron jugados.
| Equipo ╲ Jornada                   | 1               | 2  | 3  | 4  | 5  | 6  | 7  | 8  | 9  | 10 | 11 | 12 | 13 | 14 | 15 | 16 | 17 | 18 | 19 | 20 | 21 | 22 | 23 | 24 | 25 | 26 | 27 | 28 | 29 | 30 | 31 | 32 | 33 | 34 |   |
| ---------------------------------- | --------------- | -- | -- | -- | -- | -- | -- | -- | -- | -- | -- | -- | -- | -- | -- | -- | -- | -- | -- | -- | -- | -- | -- | -- | -- | -- | -- | -- | -- | -- | -- | -- | -- | -- | - |
| Equipo ╲ Jornada                   | Covirán Granada | 8  | 3  | 8  | 4  | 2  | 1  | 1  | 2  | 2  | 4  | 2  | 2  | 2  | 2  | 1  | 1  | 2  | 1  | 1  | 1  | 2  | 2  | 1  | 1  | 1  | 2  | 2  | 1  | 1  | 1  | 1  | 1  | 1  | 1 |
| Movistar Estudiantes               | 2               | 1  | 1  | 1  | 4  | 4  | 2  | 1  | 1  | 1  | 1  | 1  | 1  | 1  | 2  | 2  | 1  | 2  | 2  | 2  | 1  | 1  | 2  | 2  | 2  | 1  | 1  | 2  | 2  | 2  | 2  | 2  | 2  | 2  |   |
| ICG Força Lleida                   | 17              | 12 | 10 | 8  | 6  | 8  | 6  | 6  | 6  | 5  | 5  | 4  | 3  | 3  | 3  | 3  | 3  | 3  | 3  | 3  | 3  | 3  | 3  | 3  | 3  | 3  | 3  | 3  | 3  | 3  | 3  | 3  | 3  | 3  |   |
| Bàsquet Girona                     | 5               | 2  | 7  | 11 | 10 | 14 | 14 | 14 | 15 | 14 | 13 | 12 | 10 | 12 | 11 | 11 | 14 | 14 | 12 | 11 | 9  | 6  | 7  | 9  | 5  | 5  | 5  | 5  | 5  | 4  | 4  | 5  | 4  | 4  |   |
| Zunder Palencia                    | 6               | 6  | 3  | 2  | 1  | 3  | 5  | 4  | 3  | 3  | 4  | 5  | 6  | 6  | 6  | 5  | 4  | 5  | 5  | 6  | 4  | 4  | 4  | 4  | 4  | 4  | 4  | 4  | 4  | 5  | 5  | 4  | 5  | 5  |   |
| Unicaja Banco Oviedo               | 9               | 4  | 2  | 5  | 3  | 2  | 4  | 5  | 4  | 2  | 3  | 3  | 4  | 4  | 4  | 6  | 6  | 7  | 8  | 8  | 10 | 10 | 9  | 5  | 6  | 6  | 6  | 6  | 6  | 6  | 8  | 6  | 6  | 6  |   |
| Leyma Coruña                       | 12              | 14 | 11 | 10 | 7  | 6  | 3  | 3  | 5  | 6  | 6  | 6  | 5  | 5  | 5  | 4  | 5  | 4  | 4  | 4  | 6  | 9  | 6  | 6  | 7  | 10 | 8  | 7  | 7  | 8  | 6  | 7  | 7  | 7  |   |
| Cáceres Patrimonio de la Humanidad | 7               | 5  | 4  | 7  | 5  | 7  | 10 | 10 | 12 | 13 | 12 | 10 | 8  | 11 | 10 | 9  | 7  | 8  | 7  | 5  | 5  | 7  | 10 | 11 | 8  | 9  | 7  | 8  | 8  | 9  | 9  | 8  | 8  | 8  |   |
| UEMC Real Valladolid Baloncesto    | 11              | 9  | 12 | 12 | 11 | 10 | 9  | 9  | 11 | 11 | 11 | 9  | 13 | 13 | 13 | 13 | 12 | 11 | 14 | 14 | 13 | 13 | 13 | 14 | 13 | 12 | 12 | 12 | 12 | 11 | 11 | 10 | 10 | 9  |   |
| TAU Castelló                       | 3               | 8  | 6  | 3  | 8  | 5  | 7  | 7  | 7  | 7  | 7  | 7  | 7  | 7  | 8  | 10 | 9  | 6  | 6  | 7  | 7  | 8  | 5  | 7  | 11 | 8  | 11 | 9  | 9  | 7  | 7  | 9  | 9  | 10 |   |
| Acunsa Gipuzkoa                    | 1               | 7  | 5  | 9  | 12 | 9  | 8  | 8  | 8  | 10 | 10 | 8  | 11 | 9  | 7  | 7  | 8  | 9  | 9  | 9  | 8  | 5  | 8  | 8  | 9  | 11 | 10 | 10 | 10 | 10 | 10 | 11 | 11 | 11 |   |
| HLA Alicante                       | 10              | 13 | 14 | 14 | 14 | 13 | 13 | 13 | 10 | 9  | 9  | 13 | 14 | 14 | 14 | 14 | 13 | 12 | 10 | 10 | 11 | 11 | 11 | 10 | 10 | 7  | 9  | 11 | 11 | 12 | 12 | 12 | 12 | 12 |   |
| Melilla Sport Capital              | 4               | 10 | 9  | 6  | 9  | 11 | 12 | 11 | 9  | 8  | 8  | 11 | 9  | 8  | 9  | 8  | 10 | 10 | 13 | 13 | 12 | 12 | 12 | 12 | 12 | 13 | 14 | 14 | 14 | 14 | 14 | 13 | 13 | 13 |   |
| CB Almansa con AFANION             | 18              | 11 | 13 | 13 | 13 | 12 | 11 | 12 | 13 | 12 | 15 | 14 | 12 | 10 | 12 | 12 | 11 | 13 | 11 | 12 | 14 | 14 | 14 | 13 | 14 | 14 | 13 | 13 | 13 | 13 | 13 | 14 | 14 | 14 |   |
| Juaristi ISB                       | 14              | 15 | 15 | 16 | 15 | 15 | 16 | 16 | 16 | 16 | 16 | 16 | 16 | 16 | 16 | 16 | 16 | 16 | 16 | 15 | 15 | 15 | 15 | 15 | 16 | 16 | 16 | 16 | 16 | 16 | 17 | 16 | 15 | 15 |   |
| CB Prat                            | 13              | 16 | 18 | 18 | 16 | 16 | 15 | 15 | 14 | 15 | 14 | 15 | 15 | 15 | 15 | 15 | 15 | 15 | 15 | 16 | 16 | 16 | 16 | 16 | 15 | 15 | 15 | 15 | 15 | 15 | 16 | 15 | 16 | 16 |   |
| Palmer Alma Mediterránea Palma     | 15              | 17 | 16 | 15 | 17 | 17 | 17 | 17 | 17 | 17 | 18 | 18 | 18 | 18 | 18 | 17 | 17 | 17 | 17 | 17 | 17 | 17 | 17 | 17 | 17 | 17 | 17 | 17 | 17 | 17 | 15 | 17 | 17 | 17 |   |
| Levitec Huesca La Magia            | 16              | 18 | 17 | 17 | 18 | 18 | 18 | 18 | 18 | 18 | 17 | 17 | 17 | 17 | 17 | 18 | 18 | 18 | 18 | 18 | 18 | 18 | 18 | 18 | 18 | 18 | 18 | 18 | 18 | 18 | 18 | 18 | 18 | 18 |   |

### Resultados
| Local \ Visitante                  | GIP    | GIR   | CÁC    | ALM    | PRA   | GRA   | ALI   | LLE   | ISB   | HUE    | COR    | MEL    | EST   | PLM    | CAS    | RVB   | OCB   | PAL    |
| ---------------------------------- | ------ | ----- | ------ | ------ | ----- | ----- | ----- | ----- | ----- | ------ | ------ | ------ | ----- | ------ | ------ | ----- | ----- | ------ |
| Acunsa Gipuzkoa                    | —      | 85–81 | 74–76  | 101–78 | 70–63 | 50–76 | 72–68 | 73–81 | 80–70 | 95–68  | 62–49  | 61–67  | 54–72 | 92–65  | 69–77  | 85–71 | 79–77 | 68–74  |
| Bàsquet Girona                     | 91–88  | —     | 86–80  | 74–86  | 92–73 | 55–66 | 75–94 | 97–80 | 85–73 | 89–47  | 68–80  | 78–71  | 70–68 | 98–77  | 66–61  | 70–73 | 99–74 | 89–72  |
| Cáceres Patrimonio de la Humanidad | 68–67  | 62–59 | —      | 95–89  | 70–64 | 88–86 | 78–65 | 79–88 | 79–69 | 90–83  | 78–74  | 79–75  | 62–71 | 102–97 | 77–68  | 86–80 | 75–99 | 70–87  |
| CB Almansa con AFANION             | 76–105 | 87–93 | 93–69  | —      | 75–90 | 75–82 | 72–73 | 78–90 | 89–73 | 87–80  | 83–79  | 89–70  | 68–84 | 80–87  | 94–65  | 76–80 | 72–83 | 75–96  |
| CB Prat                            | 70–81  | 85–89 | 72–80  | 85–88  | —     | 64–68 | 89–77 | 72–82 | 96–78 | 96–60  | 83–79  | 97–81  | 80–79 | 78–98  | 84–88  | 68–75 | 62–91 | 72–76  |
| Covirán Granada                    | 71–75  | 83–72 | 80–86  | 102–60 | 89–75 | —     | 67–53 | 94–84 | 84–68 | 101–70 | 79–88  | 98–70  | 69–58 | 78–62  | 86–66  | 89–75 | 96–68 | 93–57  |
| HLA Alicante                       | 87–91  | 67–75 | 89–58  | 95–94  | 73–63 | 78–83 | —     | 84–82 | 87–70 | 84–61  | 66–79  | 75–78  | 75–98 | 97–89  | 87–71  | 57–78 | 96–97 | 71–72  |
| ICG Força Lleida                   | 96–84  | 86–65 | 95–84  | 76–77  | 89–80 | 78–69 | 69–67 | —     | 69–81 | 100–81 | 84–83  | 83–73  | 81–75 | 89–82  | 80–71  | 75–71 | 67–56 | 82–81  |
| Juaristi ISB                       | 75–66  | 63–70 | 53–75  | 89–84  | 77–72 | 74–62 | 85–69 | 86–91 | —     | 89–56  | 89–82  | 67–77  | 88–72 | 101–80 | 75–85  | 59–82 | 88–80 | 88–85  |
| Levitec Huesca La Magia            | 85–68  | 50–85 | 61–68  | 72–83  | 80–89 | 60–71 | 70–85 | 86–84 | 74–89 | —      | 75–96  | 92–100 | 49–83 | 83–65  | 93–94  | 82–89 | 73–68 | 73–103 |
| Leyma Coruña                       | 92–62  | 72–96 | 74–55  | 79–95  | 82–61 | 77–85 | 75–61 | 88–63 | 95–87 | 83–65  | —      | 95–69  | 87–68 | 76–70  | 78–74  | 80–81 | 61–83 | 105–93 |
| Melilla Sport Capital              | 71–79  | 92–68 | 75–67  | 69–84  | 77–71 | 89–77 | 79–93 | 74–60 | 84–67 | 62–74  | 72–80  | —      | 63–76 | 82–89  | 58–75  | 60–79 | 79–78 | 88–75  |
| Movistar Estudiantes               | 87–65  | 88–80 | 83–76  | 94–67  | 73–72 | 68–70 | 94–88 | 98–73 | 89–75 | 70–59  | 88–80  | 76–66  | —     | 105–71 | 100–69 | 81–60 | 68–63 | 71–73  |
| Palmer Alma Mediterránea Palma     | 85–67  | 78–73 | 87–92  | 82–94  | 73–76 | 77–87 | 79–90 | 98–90 | 81–65 | 86–61  | 91–88  | 61–69  | 70–73 | —      | 70–71  | 74–83 | 74–69 | 82–86  |
| TAU Castelló                       | 92–93  | 72–67 | 104–84 | 81–66  | 78–80 | 69–73 | 69–73 | 95–98 | 92–83 | 85–62  | 80–85  | 92–91  | 66–78 | 103–98 | —      | 83–77 | 82–74 | 84–82  |
| UEMC Real Valladolid Baloncesto    | 89–99  | 57–77 | 92–75  | 84–70  | 71–95 | 78–82 | 83–82 | 78–64 | 86–77 | 82–69  | 78–100 | 68–72  | 62–66 | 71–64  | 82–77  | —     | 81–73 | 69–78  |
| Unicaja Banco Oviedo               | 89–76  | 46–80 | 87–75  | 85–63  | 77–65 | 80–76 | 54–77 | 89–85 | 79–73 | 91–73  | 67–60  | 81–79  | 67–75 | 68–53  | 70–85  | 88–71 | —     | 79–74  |
| Zunder Palencia                    | 85–73  | 62–73 | 78–69  | 68–57  | 74–83 | 80–83 | 83–89 | 62–63 | 84–72 | 72–55  | 80–67  | 84–77  | 66–62 | 76–74  | 80–79  | 68–64 | 76–80 | —      |

## Playoffs
|  | Cuartos de final                     | Cuartos de final                  | Cuartos de final       | Cuartos de final  | Cuartos de final  | Cuartos de final  |                        |                        | Semifinales            | Semifinales            | Semifinales            | Semifinales | Semifinales | Semifinales |  |  | Final | Final | Final | Final | Final | Final |
|  |                                      |                                   |                        |                   |                   |                   |                        |                        |                        |                        |                        |             |             |             |  |  |       |       |       |       |       |       |
|  |                                      |                                   |                        |                   |                   |                   |                        |                        |                        |                        |                        |             |             |             |  |  |       |       |       |       |       |       |
|  |                                      |                                   |                        |                   |                   |                   |                        |                        |                        |                        |                        |             |             |             |  |  |       |       |       |       |       |       |
|  | 2 Movistar Estudiantes               | 2 Movistar Estudiantes            | 64                     | 73                | 54                | 85                |                        |                        |                        |                        |                        |             |             |             |  |  |       |       |       |       |       |       |
|  | 2 Movistar Estudiantes               | 2 Movistar Estudiantes            | 64                     | 73                | 54                | 85                |                        |                        |                        |                        |                        |             |             |             |  |  |       |       |       |       |       |       |
|  | 9 UEMC Real Valladolid Baloncesto    | 9 UEMC Real Valladolid Baloncesto | 60                     | 58                | 67                | 59                |                        |                        |                        |                        |                        |             |             |             |  |  |       |       |       |       |       |       |
|  | 9 UEMC Real Valladolid Baloncesto    | 9 UEMC Real Valladolid Baloncesto | 60                     | 58                | 67                | 59                | 2 Movistar Estudiantes | 2 Movistar Estudiantes | 2 Movistar Estudiantes | 2 Movistar Estudiantes | 2 Movistar Estudiantes | 89          |             |             |  |  |       |       |       |       |       |       |
|  |                                      |                                   |                        |                   |                   |                   | 2 Movistar Estudiantes | 2 Movistar Estudiantes | 2 Movistar Estudiantes | 2 Movistar Estudiantes | 2 Movistar Estudiantes | 89          |             |             |  |  |       |       |       |       |       |       |
|  |                                      | 5 Zunder Palencia                 | 5 Zunder Palencia      | 5 Zunder Palencia | 5 Zunder Palencia | 5 Zunder Palencia | 62                     |                        |                        |                        |                        |             |             |             |  |  |       |       |       |       |       |       |
|  | 5 Zunder Palencia                    | 5 Zunder Palencia                 | 5 Zunder Palencia      | 5 Zunder Palencia | 5 Zunder Palencia | 5 Zunder Palencia | 62                     | 76                     | 83                     | 75                     |                        |             |             |             |  |  |       |       |       |       |       |       |
|  | 5 Zunder Palencia                    | 5 Zunder Palencia                 | 5 Zunder Palencia      |                   |                   |                   |                        |                        |                        | 75                     |                        |             |             |             |  |  |       |       |       |       |       |       |
|  | 6 Unicaja Banco Oviedo               | 6 Unicaja Banco Oviedo            | 6 Unicaja Banco Oviedo | 71                | 70                | 67                |                        |                        |                        |                        |                        |             |             |             |  |  |       |       |       |       |       |       |
|  | 6 Unicaja Banco Oviedo               | 6 Unicaja Banco Oviedo            | 6 Unicaja Banco Oviedo | 71                | 70                | 67                | 2 Movistar Estudiantes | 2 Movistar Estudiantes | 2 Movistar Estudiantes | 2 Movistar Estudiantes | 2 Movistar Estudiantes | 60          |             |             |  |  |       |       |       |       |       |       |
|  |                                      |                                   |                        |                   |                   |                   | 2 Movistar Estudiantes | 2 Movistar Estudiantes | 2 Movistar Estudiantes | 2 Movistar Estudiantes | 2 Movistar Estudiantes | 60          |             |             |  |  |       |       |       |       |       |       |
|  |                                      | 4 Bàsquet Girona                  | 4 Bàsquet Girona       | 4 Bàsquet Girona  | 4 Bàsquet Girona  | 4 Bàsquet Girona  | 66                     |                        |                        |                        |                        |             |             |             |  |  |       |       |       |       |       |       |
|  | 3 ICG Força Lleida                   | 4 Bàsquet Girona                  | 4 Bàsquet Girona       | 4 Bàsquet Girona  | 4 Bàsquet Girona  | 4 Bàsquet Girona  | 66                     | 87                     | 98                     | 71                     | 73                     | 79          |             |             |  |  |       |       |       |       |       |       |
|  | 3 ICG Força Lleida                   |                                   |                        |                   |                   |                   |                        | 87                     | 98                     | 71                     | 73                     | 79          |             |             |  |  |       |       |       |       |       |       |
|  | 8 Cáceres Patrimonio de la Humanidad | 79                                | 75                     | 86                | 79                | 70                |                        |                        |                        |                        |                        |             |             |             |  |  |       |       |       |       |       |       |
|  | 8 Cáceres Patrimonio de la Humanidad | 79                                | 75                     | 86                | 79                | 70                | 3 ICG Força Lleida     | 3 ICG Força Lleida     | 3 ICG Força Lleida     | 3 ICG Força Lleida     | 3 ICG Força Lleida     | 68          |             |             |  |  |       |       |       |       |       |       |
|  |                                      |                                   |                        |                   |                   |                   | 3 ICG Força Lleida     | 3 ICG Força Lleida     | 3 ICG Força Lleida     | 3 ICG Força Lleida     | 3 ICG Força Lleida     | 68          |             |             |  |  |       |       |       |       |       |       |
|  |                                      | 4 Bàsquet Girona                  | 4 Bàsquet Girona       | 4 Bàsquet Girona  | 4 Bàsquet Girona  | 4 Bàsquet Girona  | 77                     |                        |                        |                        |                        |             |             |             |  |  |       |       |       |       |       |       |
|  | 4 Bàsquet Girona                     | 4 Bàsquet Girona                  | 4 Bàsquet Girona       | 4 Bàsquet Girona  | 4 Bàsquet Girona  | 4 Bàsquet Girona  | 77                     | 74                     | 92                     | 85                     |                        |             |             |             |  |  |       |       |       |       |       |       |
|  | 4 Bàsquet Girona                     | 4 Bàsquet Girona                  | 4 Bàsquet Girona       |                   |                   |                   |                        |                        |                        | 85                     |                        |             |             |             |  |  |       |       |       |       |       |       |
|  | 7 Leyma Coruña                       | 7 Leyma Coruña                    | 7 Leyma Coruña         | 66                | 62                | 76                |                        |                        |                        |                        |                        |             |             |             |  |  |       |       |       |       |       |       |
|  | 7 Leyma Coruña                       | 7 Leyma Coruña                    | 7 Leyma Coruña         | 66                | 62                | 76                |                        |                        |                        |                        |                        |             |             |             |  |  |       |       |       |       |       |       |

### Partidos

#### Cuartos de final
Movistar Estudiantes v UEMC Real Valladolid Baloncesto
| 27 de mayo de 2022                       | Movistar Estudiantes                              | 64–60                               | UEMC Real Valladolid Baloncesto                                           | Madrid |  |  |
| 20:00                                    | Parciales: 14–16, 16–9, 26–23, 8–12               | Parciales: 14–16, 16–9, 26–23, 8–12 | Parciales: 14–16, 16–9, 26–23, 8–12                                       | |  |  |
|                                          | Estadísticas Dee 22 Dee, Larsen 6 Larsen 4 Dee 20 | Reporte Pts Reb Asts Val            | Estadísticas 17 de la Fuente, Gilbert 9 Puidet 3 tres jugadores 20 Puidet | Pabellón: WiZink Center Árbitros: Francisco Javier Bravo Loroño Jacobo Rial Barreiro Igor Esteve Malmierca |  |  |
| Movistar Estudiantes lidera la serie 1-0 |                                                   |                                     |                                                                           | |  |  |
|                                          |                                                   |                                     |                                                                           | |  |  |

| 29 de mayo de 2022                       | Movistar Estudiantes                                     | 73–58                                 | UEMC Real Valladolid Baloncesto                      | Madrid                                                                                     |  |  |
| 12:30                                    | Parciales: 17–14, 16–12, 25–21, 15–11                    | Parciales: 17–14, 16–12, 25–21, 15–11 | Parciales: 17–14, 16–12, 25–21, 15–11                |                                                                                            |  |  |
|                                          | Estadísticas Dee 17 Beirán 5 Urtasun, Beirán 6 Larsen 20 | Reporte Pts Reb Asts Val              | Estadísticas 10 Pantzar 5 Pippen 6 Puidet 17 Pantzar | Pabellón: WiZink Center Árbitros: Paula Lema Parga Pere Munar Bañón Eric Carrera Rosdevall |  |  |
| Movistar Estudiantes lidera la serie 2-0 |                                                          |                                       |                                                      |                                                                                            |  |  |
|                                          |                                                          |                                       |                                                      |                                                                                            |  |  |

| 3 de junio de 2022                       | UEMC Real Valladolid Baloncesto                              | 67–54                                | Movistar Estudiantes                             | Valladolid |  |  |
| 20:45                                    | Parciales: 15–12, 14–20, 21–7, 17–15                         | Parciales: 15–12, 14–20, 21–7, 17–15 | Parciales: 15–12, 14–20, 21–7, 17–15             | |  |  |
|                                          | Estadísticas de la Fuente 17 Gilbert 12 Gilbert 4 Gilbert 27 | Reporte Pts Reb Asts Val             | Estadísticas 14 Dee 8 Larsen 4 Urtasun 12 Martín | Pabellón: Polideportivo Pisuerga Árbitros: Francisco José Zafra Guerra Guillermo Ríos Marcos Jorge Baena Criado |  |  |
| Movistar Estudiantes lidera la serie 2-1 |                                                              |                                      |                                                  | |  |  |
|                                          |                                                              |                                      |                                                  | |  |  |

| 5 de junio de 2022                     | UEMC Real Valladolid Baloncesto                               | 59–85                                 | Movistar Estudiantes                                             | Valladolid |  |  |
| 12:30                                  | Parciales: 12–22, 17–15, 20–22, 10–26                         | Parciales: 12–22, 17–15, 20–22, 10–26 | Parciales: 12–22, 17–15, 20–22, 10–26                            | |  |  |
|                                        | Estadísticas Pantzar 18 Pippen 5 cinco jugadores 1 Pantzar 20 | Reporte Pts Reb Asts Val              | Estadísticas 15 Dee 4 Faggiano 2 Faggiano, Beirán 15 Dee, Beirán | Pabellón: Polideportivo Pisuerga Árbitros: Germán Morales Ruiz Sandra Sánchez González Juan Gabriel Carpallo Miguélez |  |  |
| Movistar Estudiantes gana la serie 3-1 |                                                               |                                       |                                                                  | |  |  |
|                                        |                                                               |                                       |                                                                  | |  |  |

Zunder Palencia v Unicaja Banco Oviedo
| 26 de mayo de 2022                  | Zunder Palencia                                           | 76–71                                 | Unicaja Banco Oviedo                                                    | Palencia |  |  |
| 20:30                               | Parciales: 14–22, 24–12, 22–21, 16–16                     | Parciales: 14–22, 24–12, 22–21, 16–16 | Parciales: 14–22, 24–12, 22–21, 16–16                                   | |  |  |
|                                     | Estadísticas Rubio 16 Ali, Fall 7 tres jugadores 4 Ali 21 | Reporte Pts Reb Asts Val              | Estadísticas 13 Kabasele 11 McDonnell 3 Atencia, Jorgensen 18 Lundqvist | Pabellón: Pabellón municipal de Palencia Árbitros: Francisco José Zafra Guerra Joaquín Lizana Moreno Cristian Martín Vázquez |  |  |
| Zunder Palencia lidera la serie 1-0 |                                                           |                                       |                                                                         | |  |  |
|                                     |                                                           |                                       |                                                                         | |  |  |

| 28 de mayo de 2022                  | Zunder Palencia                                                  | 83–70                                 | Unicaja Banco Oviedo                                                  | Palencia |  |  |
| 18:00                               | Parciales: 25–11, 16–13, 23–22, 19–24                            | Parciales: 25–11, 16–13, 23–22, 19–24 | Parciales: 25–11, 16–13, 23–22, 19–24                                 | |  |  |
|                                     | Estadísticas Blumbergs 17 Allen, Barro 5 Ali, Rodríguez 4 Ali 23 | Reporte Pts Reb Asts Val              | Estadísticas 17 Jorgensen 7 Kabasele 3 Xavier 17 Jorgensen, McDonnell | Pabellón: Pabellón municipal de Palencia Árbitros: Ángel Antonio Albacete Chamón José María Olivares Bernabeu Juan Ramón Hurtado Almansa |  |  |
| Zunder Palencia lidera la serie 2-0 |                                                                  |                                       |                                                                       | |  |  |
|                                     |                                                                  |                                       |                                                                       | |  |  |

| 2 de junio de 2022                | Unicaja Banco Oviedo                                                     | 67–75                                 | Zunder Palencia                        | Oviedo |  |  |
| 20:30                             | Parciales: 14–24, 16–19, 16–19, 21–13                                    | Parciales: 14–24, 16–19, 16–19, 21–13 | Parciales: 14–24, 16–19, 16–19, 21–13  | |  |  |
|                                   | Estadísticas Kabasele 14 Kamba, Kabasele 5 Atencia, Xavier 3 Kabasele 18 | Reporte Pts Reb Asts Val              | Estadísticas 22 Ali 7 Ali 4 Ali 29 Ali | Pabellón: Polideportivo Pumarín Árbitros: Enrique Miguel López Herrada Víctor Mas Cagide Juan Francisco González Cuervo |  |  |
| Zunder Palencia gana la serie 3-0 |                                                                          |                                       |                                        | |  |  |
|                                   |                                                                          |                                       |                                        | |  |  |

ICG Força Lleida v Cáceres Patrimonio de la Humanidad
| 27 de mayo de 2022                   | ICG Força Lleida                                                   | 87–79                                 | Cáceres Patrimonio de la Humanidad                                   | Lérida |  |  |
| 21:00                                | Parciales: 19–19, 29–29, 13–13, 26–18                              | Parciales: 19–19, 29–29, 13–13, 26–18 | Parciales: 19–19, 29–29, 13–13, 26–18                                | |  |  |
|                                      | Estadísticas Carrera 15 Schreiner, Carrear 8 Schreiner 7 Hughes 21 | Reporte Pts Reb Asts Val              | Estadísticas 12 Mbala, Lobo 7 Mbala, Sanz 1 cuatro jugadores 12 Lobo | Pabellón: Pabellón Barris Nord Árbitros: Ángel de Lucas de Lucas Mikel Cañigueral Novella José Javier Marqueta Gracia |  |  |
| ICG Força Lleida lidera la serie 1-0 |                                                                    |                                       |                                                                      | |  |  |
|                                      |                                                                    |                                       |                                                                      | |  |  |

| 29 de mayo de 2022                   | ICG Força Lleida                                          | 98–75                                 | Cáceres Patrimonio de la Humanidad                    | Lérida                                                                                                   |  |  |
| 20:30                                | Parciales: 21–12, 19–23, 32–17, 26–23                     | Parciales: 21–12, 19–23, 32–17, 26–23 | Parciales: 21–12, 19–23, 32–17, 26–23                 | |  |  |
|                                      | Estadísticas Marcos 20 Badji 7 tres jugadores 3 Marcos 31 | Reporte Pts Reb Asts Val              | Estadísticas 21 Schmidt 10 Mbala 3 Rodríguez 21 Mbala | Pabellón: Pabellón Barris Nord Árbitros: Carlos Javier García León Jorge Muñoz García Daniel Checa Nebot |  |  |
| ICG Força Lleida lidera la serie 2-0 |                                                           |                                       |                                                       | |  |  |
|                                      |                                                           |                                       |                                                       | |  |  |

| 3 de junio de 2022                   | Cáceres Patrimonio de la Humanidad                      | 86–71                                 | ICG Força Lleida                                      | Cáceres |  |  |
| 21:00                                | Parciales: 25–15, 20–18, 17–19, 24–19                   | Parciales: 25–15, 20–18, 17–19, 24–19 | Parciales: 25–15, 20–18, 17–19, 24–19                 | |  |  |
|                                      | Estadísticas Schmidt 20 Mbala, Díaz 6 Díaz 4 Schmidt 19 | Reporte Pts Reb Asts Val              | Estadísticas 16 Carrera 9 Carrera 3 Marcos 16 Carrera | Pabellón: Pabellón Multiusos Ciudad de Cáceres Árbitros: Germán Morales Ruiz Ángel Antonio Albacete Chamón Jesús Marcos Martínez Prada |  |  |
| ICG Força Lleida lidera la serie 2-1 |                                                         |                                       |                                                       | |  |  |
|                                      |                                                         |                                       |                                                       | |  |  |

| 5 de junio de 2022 | Cáceres Patrimonio de la Humanidad                          | 79–73                                 | ICG Força Lleida                                               | Cáceres |  |  |
| 20:00              | Parciales: 19–25, 20–15, 16–20, 24–13                       | Parciales: 19–25, 20–15, 16–20, 24–13 | Parciales: 19–25, 20–15, 16–20, 24–13                          | |  |  |
|                    | Estadísticas Schmidt 18 Olaizola 8 3 Sanz 14 tres jugadores | Reporte Pts Reb Asts Val              | Estadísticas 28 Marcos 7 Carrera, Cleare 4 Schreiner 29 Marcos | Pabellón: Pabellón Multiusos Ciudad de Cáceres Árbitros: Francisco José Zafra Guerra Asier Quintas Álvarez Joaquín Lizana Moreno |  |  |
| Serie empatada 2-2 |                                                             |                                       |                                                                | |  |  |
|                    |                                                             |                                       |                                                                | |  |  |

| 10 de junio de 2022                | ICG Força Lleida                                      | 79–70                                 | Cáceres Patrimonio de la Humanidad                                 | Lérida |  |  |
| 21:00                              | Parciales: 25–25, 21–18, 14–10, 19–17                 | Parciales: 25–25, 21–18, 14–10, 19–17 | Parciales: 25–25, 21–18, 14–10, 19–17                              | |  |  |
|                                    | Estadísticas Marcos 16 Carrera 9 González 5 Cleare 20 | Reporte Pts Reb Asts Val              | Estadísticas 16 Schmidt, Belemene 8 Mbala 7 Sanz 12 tres jugadores | Pabellón: Pabellón Barris Nord Árbitros: Carlos Javier García León Enrique Miguel López Herrada Paula Lema Parga |  |  |
| ICG Força Lleida gana la serie 3-2 |                                                       |                                       |                                                                    | |  |  |
|                                    |                                                       |                                       |                                                                    | |  |  |

Bàsquet Girona v Leyma Coruña
| 26 de mayo de 2022                 | Bàsquet Girona                                                | 74–66                                 | Leyma Coruña                                         | Gerona |  |  |
| 20:30                              | Parciales: 20–17, 12–12, 25–17, 17–20                         | Parciales: 20–17, 12–12, 25–17, 17–20 | Parciales: 20–17, 12–12, 25–17, 17–20                | |  |  |
|                                    | Estadísticas Jawara 16 Fjellerup, Jawara 6 Franch 5 Jawara 20 | Reporte Pts Reb Asts Val              | Estadísticas 13 Merayo 7 Diagne 4 Ndow 17 Vega, Ndow | Pabellón: Pabellón municipal Gerona-Fontajau Árbitros: Enrique Miguel López Herrada Sandra Sánchez González Javier Ávila Zurita |  |  |
| Bàsquet Girona lidera la serie 1-0 |                                                               |                                       |                                                      | |  |  |
|                                    |                                                               |                                       |                                                      | |  |  |

| 28 de mayo de 2022                 | Bàsquet Girona                                          | 92–62                                 | Leyma Coruña                                                         | Gerona |  |  |
| 19:00                              | Parciales: 29–18, 22–12, 19–12, 22–20                   | Parciales: 29–18, 22–12, 19–12, 22–20 | Parciales: 29–18, 22–12, 19–12, 22–20                                | |  |  |
|                                    | Estadísticas Urtasun 19 Vila, Gasol 6 Franch 7 Gasol 20 | Reporte Pts Reb Asts Val              | Estadísticas 12 Hearst 8 Hamilton 1 Löfberg, Schaftenaar 11 Hamilton | Pabellón: Pabellón municipal Gerona-Fontajau Árbitros: Ángel de Lucas de Lucas Asier Quintas Álvarez María Ángeles García Crespo |  |  |
| Bàsquet Girona lidera la serie 2-0 |                                                         |                                       |                                                                      | |  |  |
|                                    |                                                         |                                       |                                                                      | |  |  |

| 2 de junio de 2022               | Leyma Coruña                                                    | 76–85                                 | Bàsquet Girona                                              | La Coruña |  |  |
| 20:30                            | Parciales: 16–15, 22–22, 19–19, 19–29                           | Parciales: 16–15, 22–22, 19–19, 19–29 | Parciales: 16–15, 22–22, 19–19, 19–29                       | |  |  |
|                                  | Estadísticas Löfberg 17 Diagne 8 Löfberg, Monaghan 4 Soluade 18 | Reporte Pts Reb Asts Val              | Estadísticas 19 Fjellerup, Gasol 10 Gasol 3 Franch 30 Gasol | Pabellón: Palacio de los Deportes de Riazor Árbitros: Carlos Javier García León Asunción Langa de Martín Pol Franquesa Vázquez |  |  |
| Bàsquet Girona gana la serie 3-0 |                                                                 |                                       |                                                             | |  |  |
|                                  |                                                                 |                                       |                                                             | |  |  |

#### Final Four
Semifinales
| 18 de junio de 2022 | Movistar Estudiantes                                             | 89–62                                 | Zunder Palencia                                                  | Gerona |  |
| 17:30               | Parciales: 19–11, 17–13, 33–19, 20–19                            | Parciales: 19–11, 17–13, 33–19, 20–19 | Parciales: 19–11, 17–13, 33–19, 20–19                            | |  |
|                     | Estadísticas Dee, Urtasun 14 Larsen, Beirán 7 Larsen 3 Beirán 18 | Reporte Pts Reb Asts Val              | Estadísticas 12 Ortega 6 Ortega, Fall 2 Ali, Rodríguez 15 Ortega | Pabellón: Pabellón municipal Gerona-Fontajau Árbitros: Francisco José Zafra Guerra Enrique Miguel López Herrada Javier Ávila Zurita |  |

| 18 de junio de 2022 | ICG Força Lleida                                         | 68–77                                | Bàsquet Girona                                                            | Gerona |  |
| 20:00               | Parciales: 11–26, 20–27, 17–8, 20–16                     | Parciales: 11–26, 20–27, 17–8, 20–16 | Parciales: 11–26, 20–27, 17–8, 20–16                                      | |  |
|                     | Estadísticas Hughes 14 Carrera 14 Schreiner 2 Carrera 13 | Reporte Pts Reb Asts Val             | Estadísticas 11 tres jugadores 11 Fjellerup 3 tres jugadores Fjellerup 16 | Pabellón: Pabellón municipal Gerona-Fontajau Árbitros: Germán Morales Ruiz Paula Lema Parga Guillermo Ríos Marcos |  |

Final
| 19 de junio de 2022 | Movistar Estudiantes                                  | 60–66                                | Bàsquet Girona                                     | Gerona |  |
| 18:45               | Parciales: 14–19, 16–15, 17–24, 13–8                  | Parciales: 14–19, 16–15, 17–24, 13–8 | Parciales: 14–19, 16–15, 17–24, 13–8               | |  |
|                     | Estadísticas Beirán 13 Beirán 12 Faggiano 3 Beirán 16 | Reporte Pts Reb Asts Val             | Estadísticas 19 Fjellerup 8 Gasol 4 Sàbat 27 Gasol | Pabellón: Pabellón municipal Gerona-Fontajau Árbitros: Carlos Javier García León Francisco José Zafra Guerra Enrique Miguel López Herrada |  |

## Estadísticas
Hasta el 21 de mayo de 2022.

### Puntos
| Rank | Nombre          | Equipo                         | Part. | Rebs. | RPP   |
| ---- | --------------- | ------------------------------ | ----- | ----- | ----- |
| 1    | Wesley Van Beck | Palmer Alma Mediterránea Palma | 28    | 546   | 19.5  |
| 2    | Michael Carrera | ICG Força Lleida               | 31    | 546   | 17.61 |
| 3    | Elijah Brown    | Palmer Alma Mediterránea Palma | 18    | 301   | 16.72 |
| 4    | Eddy Polanco    | CB Almansa con Afanion         | 34    | 545   | 16.03 |
| 5    | Eric Stutz      | TAU Castelló                   | 34    | 533   | 15.68 |

### Rebotes
| Rank | Nombre          | Equipo                         | Part. | Rebs. | RPP  |
| ---- | --------------- | ------------------------------ | ----- | ----- | ---- |
| 1    | Marc Gasol      | Bàsquet Girona                 | 20    | 172   | 8.6  |
| 2    | Tomas Pavelka   | Palmer Alma Mediterránea Palma | 23    | 176   | 7.65 |
| 3    | Michael Carrera | ICG Força Lleida               | 31    | 236   | 7.61 |
| 4    | Nick Ward       | Leyma Coruña                   | 33    | 245   | 7.42 |
| 5    | Mus Barro       | Zunder Palencia                | 20    | 139   | 6.95 |

### Asistencias
| Rank | Nombre           | Equipo                         | Part. | Asist. | APP  |
| ---- | ---------------- | ------------------------------ | ----- | ------ | ---- |
| 1    | Pol Figueras     | Palmer Alma Mediterránea Palma | 32    | 193    | 6.03 |
| 2    | Óscar Alvarado   | TAU Castelló                   | 34    | 175    | 5.15 |
| 3    | Thomas Schreiner | ICG Força Lleida               | 33    | 158    | 4.79 |
| 4    | Adrián Chapela   | Melilla Sport Capital          | 33    | 154    | 4.67 |
| 5    | Pedro Llompart   | HLA Alicante                   | 27    | 120    | 4.44 |

### Valoración
| Rank | Nombre          | Equipo                 | Part. | Val. | VPP   |
| ---- | --------------- | ---------------------- | ----- | ---- | ----- |
| 1    | Marc Gasol      | Bàsquet Girona         | 20    | 469  | 23.45 |
| 2    | Michael Carrera | ICG Força Lleida       | 31    | 669  | 21.58 |
| 3    | Nick Ward       | Leyma Coruña           | 33    | 591  | 17.91 |
| 4    | Eddy Polanco    | CB Almansa con Afanion | 34    | 566  | 16.65 |
| 5    | Eric Stutz      | TAU Castelló           | 34    | 566  | 16.65 |

## Galardones

### Jugador de la jornada

#### Liga regular
| Jornada | Jugador              | Equipo                          | Val. |
| ------- | -------------------- | ------------------------------- | ---- |
| 1       | Pedro Llompart       | HLA Alicante                    | 33   |
| 2       | Nick Ward            | Leyma Coruña                    | 32   |
| 3       | Nick Ward (2)        | Leyma Coruña                    | 31   |
| 4       | Lucas Faggiano       | Movistar Estudiantes            | 29   |
| 5       | Michael Carrera      | ICG Força Lleida                | 35   |
| 6       | Eddy Polanco         | CB Almansa con Afanion          | 35   |
| 7       | Sergio de la Fuente  | UEMC Real Valladolid Baloncesto | 40   |
| 8       | Nemanja Djurisić     | Movistar Estudiantes            | 30   |
| 9       | Lluís Costa          | Covirán Granada                 | 39   |
| 10      | Marc Gasol           | Bàsquet Girona                  | 39   |
| 11      | Michael Carrera (2)  | ICG Força Lleida                | 24   |
| 11      | Nick Ward (3)        | Leyma Coruña                    | 24   |
| 12      | Nemanja Djurisić (2) | Movistar Estudiantes            | 33   |
| 13      | Kai Edwards          | TAU Castelló                    | 33   |
| 14      | Sergi Costa          | CB Prat                         | 28   |
| 14      | Joey van Zegeren     | HLA Alicante                    | 28   |
| 15      | Nick Ward (4)        | Leyma Coruña                    | 35   |
| 16      | Marc Gasol (2)       | Bàsquet Girona                  | 39   |
| 17      | Eddy Polanco (2)     | CB Almansa con Afanion          | 42   |
| 18      | Xavi Rey             | Levitec Huesca La Magia         | 34   |
| 19      | TJ Crockett          | CB Prat                         | 34   |
| 20      | Mus Barro            | Zunder Palencia                 | 26   |
| 21      | Alec Wintering       | UEMC Real Valladolid Baloncesto | 33   |
| 22      | Zaid Hearst          | HLA Alicante                    | 37   |
| 23      | Sean McDonnell       | Unicaja Banco Oviedo            | 27   |
| 24      | Michael Carrera (3)  | ICG Força Lleida                | 43   |
| 25      | TJ Crockett (2)      | CB Prat                         | 26   |
| 26      | Elijah Brown         | Palmer Alma Mediterránea Palma  | 29   |
| 27      | Eddy Polanco (3)     | CB Almansa con Afanion          | 26   |
| 27      | Wesley Van Beck      | Palmer Alma Mediterránea Palma  | 26   |
| 28      | Marc Gasol (3)       | Bàsquet Girona                  | 31   |
| 29      | Marc Gasol (4)       | Bàsquet Girona                  | 38   |
| 30      | Alec Wintering (2)   | UEMC Real Valladolid Baloncesto | 31   |
| 31      | Mo Soluade           | Leyma Coruña                    | 30   |
| 32      | Tomas Pavelka        | Palmer Alma Mediterránea Palma  | 32   |
| 33      | Zaid Hearst (2)      | HLA Alicante                    | 40   |
| 34      | Eddy Polanco (4)     | CB Almansa con Afanion          | 33   |

#### Playoffs
| Jornada   | Jugador          | Equipo           | Valoración |
| --------- | ---------------- | ---------------- | ---------- |
| Partido 1 | Prince Ali       | Zunder Palencia  | 21         |
| Partido 1 | Mark Hughes      | ICG Força Lleida | 21         |
| Partido 2 | Juani Marcos     | ICG Força Lleida | 31         |
| Partido 3 | Marc Gasol (5)   | Bàsquet Girona   | 30         |
| Partido 4 | Juani Marcos (2) | ICG Força Lleida | 29         |
| Partido 5 | Shaquille Cleare | ICG Força Lleida | 20         |

#### Final Four
| Jornada     | Jugador        | Equipo               | Valoración |
| ----------- | -------------- | -------------------- | ---------- |
| Semifinales | Javier Beirán  | Movistar Estudiantes | 18         |
| Final       | Marc Gasol (6) | Bàsquet Girona       | 27         |

### Quinteto de la jornada

#### Liga regular
Se indica entre paréntesis la valoración obtenida en dicha jornada. Destacado el MVP de la jornada.
| Jornada | Base                   | Escolta                | Alero                      | Ala-Pívot                  | Pívot                 |
| ------- | ---------------------- | ---------------------- | -------------------------- | -------------------------- | --------------------- |
| 1       | Pedro Llompart (33)    | Aegir Steinarsson (32) | Eddy Polanco (28)          | Eric Stutz (29)            | Óliver Arteaga (30)   |
| 2       | Micah Speight (20)     | Eddy Polanco (20)      | Calvin Hermanson (26)      | Nick Ward (32)             | Óliver Arteaga (22)   |
| 3       | Pol Figueras (19)      | Gerel Simmons (28)     | Michael Carrera (29)       | Benoit Mbala (27)          | Nick Ward (31)        |
| 4       | Lucas Faggiano (29)    | Joan Faner (26)        | Miguel González (28)       | Benoit Mbala (27)          | Nick Ward (24)        |
| 5       | TJ Crockett (26)       | Fran Pilepić (25)      | Pere Tomàs (26)            | Michael Carrera (35)       | Nick Ward (26)        |
| 6       | Harald Frey (30)       | Eddy Polanco (35)      | Osvaldas Matulionis (22)   | Benoit Mbala (30)          | Joey van Zegeren (33) |
| 7       | Álex Hernández (28)    | Eddy Polanco (29)      | Konstantin Kostadinov (26) | Sergio de la Fuente (40)   | Nick Ward (37)        |
| 8       | Thomas Schreiner (27)  | Gerel Simmons (26)     | Noah Allen (25)            | Nemanja Djurisić (30)      | Joey van Zegeren (28) |
| 9       | Lluís Costa (39)       | Noah Allen (30)        | Calvin Hermanson (30)      | Gonçalo Delgado (31)       | Arnau Parrado (27)    |
| 10      | Micah Speight (24)     | Jalen Nesbitt (25)     | Wesley Van Beck (35)       | Michael Carrera (29)       | Marc Gasol (39)       |
| 11      | Óscar Alvarado (23)    | Melwin Pantzar (23)    | Jorge Lafuente (21)        | Michael Carrera (24)       | Nick Ward (24)        |
| 12      | Javi García (21)       | Álex Llorca (25)       | Wesley Van Beck (32)       | Nemanja Djurisić (33)      | Marc Gasol (31)       |
| 13      | Devon Van Oostrum (31) | Justin Pitts (26)      | Devin Schmidt (21)         | Arnau Parrado (31)         | Kai Edwards (33)      |
| 14      | Aitor Zubizarreta (25) | Sergi Costa (28)       | Jalen Nesbitt (25)         | Nacho Martín (26)          | Joey van Zegeren (28) |
| 15      | Melwin Pantzar (20)    | Sidy Cissoko (28)      | Nikola Rakočević (21)      | Nick Ward (35)             | Mamadou Niang (28)    |
| 16      | Alec Wintering (30)    | Ondrej Hanzlik (26)    | Javier Beirán (34)         | Konstantin Kostadinov (33) | Marc Gasol (39)       |
| 17      | Lluís Costa (23)       | Eddy Polanco (42)      | Edwin Jackson (17)         | Duje Dukan (25)            | Rolandas Jakstas (27) |
| 18      | Thomas Schreiner (26)  | Gerel Simmons (28)     | Jalen Nesbitt (24)         | Kevin Bercy (25)           | Xavi Rey (34)         |
| 19      | TJ Crockett (34)       | Elijah Brown (23)      | Jalen Nesbitt (25)         | Kevin Bercy (27)           | Kevin Larsen (27)     |
| 20      | Lluís Costa (20)       | Eddy Polanco (23)      | Manex Ansorregi (23)       | Sergio de la Fuente (25)   | Mus Barro (26)        |
| 21      | Pol Figueras (32)      | Alec Wintering (33)    | Eddy Polanco (25)          | Michael Carrera (30)       | Marc Gasol (31)       |
| 22      | Juani Marcos (17)      | Zaid Hearst (37)       | Michael Carrera (25)       | Sean McDonnell (25)        | Marc Gasol (29)       |
| 23      | Ayoze Alonso (23)      | Sidy Cissoko (22)      | Jacobo Díaz (22)           | Sean McDonnell (27)        | Menno Dijkstra (23)   |
| 24      | Beñat Hevia (27)       | Jalen Nesbitt (37)     | Osvaldas Matulionis (28)   | Michael Carrera (43)       | Kevin Bercy (24)      |
| 25      | TJ Crockett (26)       | Manu Rodríguez (25)    | Thomas Bropleh (25)        | Yannick Kraag (25)         | Marc Gasol (24)       |
| 26      | Pedro Llompart (25)    | Elijah Brown (29)      | Michael Carrera (25)       | Joey van Zegeren (27)      | Tomas Pavelka (28)    |
| 27      | Hansel Atencia (19)    | Eddy Polanco (26)      | Wesley Van Beck (26)       | Mus Barro (24)             | Marc Gasol (22)       |
| 28      | Josep Franch (25)      | Olle Lundqvist (29)    | Chris-Ebou Ndow (22)       | Michael Carrera (26)       | Marc Gasol (31)       |
| 29      | Mo Soluade (29)        | Elijah Brown (28)      | Chris-Ebou Ndow (26)       | Marc Gasol (38)            | Eric Stutz (29)       |
| 30      | Alec Wintering (31)    | Devin Schmidt (25)     | Calvin Hermanson (22)      | Michael Carrera (25)       | Jorge Bilbao (25)     |
| 31      | Josep Franch (28)      | Mo Soluade (30)        | Sidy Cissoko (28)          | Benoit Mbala (23)          | Mus Barro (28)        |
| 32      | Zaid Hearst (31)       | Prince Ali (25)        | Sean McDonnell (26)        | Michael Carrera (29)       | Tomas Pavelka (32)    |
| 33      | Zaid Hearst (40)       | Nikola Rakočević (27)  | Jorge Lafuente (34)        | Michael Carrera (34)       | Marc Gasol (30)       |
| 34      | Aegir Steinarsson (31) | Eddy Polanco (33)      | Sidy Cissoko (24)          | Nick Ward (27)             | Eric Stutz (28)       |

#### Playoffs
| Jornada   | Base                  | Escolta            | Alero                 | Ala-Pívot             | Pívot               |
| --------- | --------------------- | ------------------ | --------------------- | --------------------- | ------------------- |
| Partido 1 | Thomas Schreiner (19) | Prince Ali (21)    | Mark Hughes (21)      | Karamo Jawara (20)    | Bamba Fall (18)     |
| Partido 2 | Juani Marcos (31)     | Johnny Dee (18)    | Prince Ali (23)       | Michael Carrera (21)  | Mus Barro (21)      |
| Partido 3 | Melwin Pantzar (21)   | Prince Ali (29)    | Dominic Gilbert (27)  | Máximo Fjellerup (19) | Marc Gasol (30)     |
| Partido 4 | Juani Marcos (29)     | Johnny Dee (15)    | Javier Beirán (15)    | Benoit Mbala (14)     | Julen Olaizola (14) |
| Partido 5 | Jorge Sanz (12)       | Devin Schmidt (12) | Romaric Belemene (12) | Shaquille Cleare (20) | Ibou Badji (19)     |

#### Final Four
| Jornada     | Base               | Escolta           | Alero              | Ala-Pívot             | Pívot             |
| ----------- | ------------------ | ----------------- | ------------------ | --------------------- | ----------------- |
| Semifinales | Dani Rodríguez (9) | Álex Urtasun (15) | Javier Beirán (18) | Máximo Fjellerup (16) | Kevin Larsen (16) |
| Final       | Albert Sàbat (9)   | Johnny Dee (6)    | Javier Beirán (16) | Máximo Fjellerup (6)  | Marc Gasol (27)   |

## Copa Princesa de Asturias
La Copa Princesa de Asturias se jugó el 3 de abril de 2022, por los dos primeros equipos clasificados después del final de la primera vuelta (jornada 17). El campeón de la copa tendrá el derecho de jugar los playoffs como cabeza de serie en todas las eliminatorias.

### Equipos clasificados
| Pos. | Equipo               | PJ | G  | P | GF   | GC   | DG   | Pts |
| ---- | -------------------- | -- | -- | - | ---- | ---- | ---- | --- |
| 1    | Movistar Estudiantes | 17 | 14 | 3 | 1323 | 1184 | +139 | 31  |
| 2    | Covirán Granada      | 17 | 13 | 4 | 1381 | 1248 | +133 | 30  |

 Fuente: FEB

### Final
| 3 de abril de 2022 | Movistar Estudiantes                                | 73–72                                | Covirán Granada                                         | Madrid |  |
| 12:30              | Parciales: 23–10, 21–16, 9–26, 20–20                | Parciales: 23–10, 21–16, 9–26, 20–20 | Parciales: 23–10, 21–16, 9–26, 20–20                    | |  |
|                    | Estadísticas Á. Urtasun 14 N. Martín 7 A. Urtasun 6 | Reporte Pts Reb Asts                 | Estadísticas L. Costa 15 J. Díaz, E. Gatell 4 C. Díaz 6 | Pabellón: WiZink Center Asistencia: 9432 espectadores Árbitros: Francisco José Zafra Guerra, Ángel Antonio Albacete Chamón, José Javier Marqueta Gracia |  |

## Postemporada
Ascendieron a Liga ACB:
- Covirán Granada (campeones de liga regular).
- Bàsquet Girona (campeones de playoff de ascenso).

Descendieron desde Liga ACB:
- MoraBanc Andorra.
- Hereda San Pablo Burgos.

Descendieron a LEB Plata:
- Levitec Huesca La Magia.
- Palmer Alma Mediterránea Palma.
- CB Prat.

Ascendieron desde LEB Plata:
- Grupo Alega Cantabria CBT.
- Bueno Arenas Albacete Basket.
- Hereda Club Ourense Baloncesto.